# 1860

## أحداث
- تأسيس مدينة تالا وتقع حاليا في الأوروغواي.
- تأسيس مدينة نكوص وتقع حاليا في أوزبكستان.
- تأسيس مدينة فلورو وتقع حاليا في النرويج.
- تأسيس مدينة العمارة وتقع حاليا في العراق.
- 5 نوفمبر: بدء حصار غايتا والذي استمر إلى 13 فبراير 1861.
- نهاية حرب 1859 في 26 أبريل 1860 والتي بدأت في 22 أكتوبر 1859.
- نهاية حرب الأفيون الثانية في 1860 والتي بدأت في 1856.
- 26 أبريل - التوقيع على معاهدة واد راس بين المغرب وإسبانيا.

## مواليد

### يوليو-سبتمبر
- 10 أغسطس - سيرجي سازونوف، وزير خارجية الإمبراطورية الروسية.

### غير مؤرخة
- أحمد شفيق بن حسن موسى
- ألفريد بلوتز
- إدوارد بوخنر
- إدوارد كاسبر ستوكس
- إسحق ألبينيز
- إغنيس جان بادروسكي
- بوحمارة
- تاكاأكي كاتو
- جابر المبارك الصباح
- جارلز ناثنيال هاسكل
- جان آدمز
- جون بيرشنغ
- جيغورو كانو
- ساسون حسقيل
- حسين عبد المجيد
- دايفيد هاندريكس برجاي
- دوغلاس هايد
- رودولف هافل
- ريمون بوانكاريه
- زينب فواز
- سوزانا مادورا سالتر
- فيتوريو إمانويلي أورلاندو
- فيلم أينتهوفن
- كارل هايلمار برانتينج
- لوك كريغ
- ماكس فون أوبنهايم
- ميشال زيفاكو
- نيلس فينسن
- هيرمان هولليريث
- وليام جيننغز بريان
- 2 مايو - ثيودور هرتزل أبو الصهيونية.
- جون جورج بارثولوميو
- عبد الرؤوف القدوة الحسيني
- فلاديمير بروخوروفيتش أماليسكي عالم أحياء قديمة روسي.
- عباس قفطان
- كارل فسلي

## وفيات
- آرثر شوبنهاور
- تشارلز جوديير
- جوليا بسترانا
- جون ستانيفورد روبنسون
- فرديناند كريستيان باور
- وليام هنري بيسل
- وليام واكر (مغامر)